# Olivier Ntcham
Jules Olivier Ntcham (ur. 9 lutego 1996 w Longjumeau) – kameruński piłkarz francuskiego pochodzenia, występujący na pozycji pomocnika w tureckim klubie Samsunspor oraz w reprezentacji Kamerunu. Uczestnik Mistrzostw Świata 2022 oraz Pucharu Narodów Afryki 2023. Młodzieżowy reprezentant Francji.
Wychowanek Chennevières-sur-Marne, w swojej karierze grał także w takich zespołach jak Manchester City, Genoa, Celtic, Olympique Marsylia czy Swansea City.